# Torna az 1932. évi nyári olimpiai játékokon
Az 1932. évi nyári olimpiai játékokon a tornában tizenegy versenyszámban osztottak érmeket, nem voltak női versenyzők, a férfi számok között újra volt függeszkedés, akrobatikus ugrás, buzogány és műszabadgyakorlat (talaj). Pelle István két aranyat, két ezüstöt, két negyedik helyet, egy ötödik és egy hatodik helyet szerzett.

## Éremtáblázat
A táblázatban a rendező ország csapata eltérő háttérszínnel, az egyes számoszlopok legmagasabb értéke, vagy értékei vastagítással kiemelve.
| Az 1932. évi nyári olimpiai játékok éremtáblázata férfi tornában | Az 1932. évi nyári olimpiai játékok éremtáblázata férfi tornában | Az 1932. évi nyári olimpiai játékok éremtáblázata férfi tornában | Az 1932. évi nyári olimpiai játékok éremtáblázata férfi tornában | Az 1932. évi nyári olimpiai játékok éremtáblázata férfi tornában | Olimpia  |
| ---------------------------------------------------------------- | ---------------------------------------------------------------- | ---------------------------------------------------------------- | ---------------------------------------------------------------- | ---------------------------------------------------------------- | -------- |
|                                                                  | Ország                                                           | Arany                                                            | Ezüst                                                            | Bronz                                                            | Összesen |
| 1.                                                               | Egyesült Államok (USA)                                           | 5                                                                | 6                                                                | 5                                                                | 16       |
| 2.                                                               | Olaszország (ITA)                                                | 4                                                                | 1                                                                | 2                                                                | 7        |
| 3.                                                               | Magyarország (HUN)                                               | 2                                                                | 2                                                                | 0                                                                | 4        |
|                                                                  |                                                                  |                                                                  |                                                                  |                                                                  |          |
| 4.                                                               | Finnország (FIN)                                                 | 0                                                                | 1                                                                | 4                                                                | 5        |
| 5.                                                               | Svájc (SUI)                                                      | 0                                                                | 1                                                                | 0                                                                | 1        |
|                                                                  |                                                                  |                                                                  |                                                                  |                                                                  |          |
| Összesen                                                         | Összesen                                                         | 11                                                               | 11                                                               | 11                                                               | 33       |

## Érmesek
A táblázatban a rendező ország csapata eltérő háttérszínnel, az egyes számoszlopok legmagasabb értéke, vagy értékei vastagítással kiemelve.
| Az 1932. évi nyári olimpiai játékok érmesei férfi tornában | | | |
| Versenyszám                                                | Arany | Ezüst | Bronz |
| Akrobatikus ugrás                                          | Rowland Wolfe · Egyesült Államok (USA)                                                                           | Edwin Gross · Egyesült Államok (USA)                                                                                  | William Hermann · Egyesült Államok (USA)                                                                                        |
| Buzogány                                                   | George Roth · Egyesült Államok (USA)                                                                             | Philip Erenberg · Egyesült Államok (USA)                                                                              | William Kuhlemeier · Egyesült Államok (USA)                                                                                     |
| Függeszkedés                                               | Raymond Bass · Egyesült Államok (USA)                                                                            | William Galbraith · Egyesült Államok (USA)                                                                            | Thomas Connolly · Egyesült Államok (USA)                                                                                        |
| Gyűrű                                                      | George Gulack · Egyesült Államok (USA) · 18,97                                                                   | Bill Denton · Egyesült Államok (USA) · 18,60                                                                          | Giovanni Lattuada · Olaszország (ITA) · 18,50                                                                                   |
| Korlát                                                     | Romeo Neri · Olaszország (ITA) · 18,97                                                                           | Pelle István · Magyarország (HUN) · 18,60                                                                             | Heikki Savolainen · Finnország (FIN) · 18,27                                                                                    |
| Lólengés                                                   | Pelle István · Magyarország (HUN) · 19,07                                                                        | Omero Bonoli · Olaszország (ITA) · 18,87                                                                              | Frank Haubold · Egyesült Államok (USA) · 18,57                                                                                  |
| Nyújtó                                                     | Dallas Bixler · Egyesült Államok (USA) · 18,33                                                                   | Heikki Savolainen · Finnország (FIN) · 18,07                                                                          | Einari Teräsvirta · Finnország (FIN) · 18,07                                                                                    |
| Talaj                                                      | Pelle István · Magyarország (HUN) · 9,60                                                                         | Georges Miez · Svájc (SUI) · 9,47                                                                                     | Mario Lertora · Olaszország (ITA) · 9,23                                                                                        |
| Ugrás                                                      | Savino Guglielmetti · Olaszország (ITA) · 18,03                                                                  | Alfred Jochim · Egyesült Államok (USA) · 17,77                                                                        | Edward Carmichael · Egyesült Államok (USA) · 17,53                                                                              |
| Összetett egyéni                                           | Romeo Neri · Olaszország (ITA) · 140,625                                                                         | Pelle István · Magyarország (HUN) · 134,925                                                                           | Heikki Savolainen · Finnország (FIN) · 134,575                                                                                  |
| Összetett csapat                                           | Olaszország (ITA) · Oreste Capuzzo · Savino Guglielmetti · Mario Lertora · Romeo Neri · Franco Tognini · 541,850 | Egyesült Államok (USA) · Frank Cumiskey · Frank Haubold · Alfred Jochim · Frederick Meyer · Michael Schuler · 522,245 | Finnország (FIN) · Mauri Nyberg-Noroma · Ilmari Pakarinen · Heikki Savolainen · Einari Teräsvirta · Martti Uosikkinen · 509,775 |